# ملعب ألفاميغا
في 4 يناير 2019، تم توقيع عقود بناء الملعب بين المنظمة القبرصية للرياضة وتحالف شركتي Cyfield – Neophytou J.V. الذي تولّى تنفيذ المشروع. بدأ العمل الإنشائي في 28 يناير 2019.
تم الافتتاح الرسمي لملعب ألفاميجا في 25 نوفمبر 2022. أُقيمت أول مباراة في 15 ديسمبر 2022 بين فريقي أبولون ليماسول ودوكسا كاتوكوبياس ضمن منافسات الجولة 15 من الدوري القبرصي الممتاز 2022–23. انتهت المباراة بفوز أبولون 1–0، وقد سُجل أول هدف في الملعب عن طريق خالد أدينون بالخطأ في مرماه.